# Paweł Stwiertnia
Paweł Stwiertnia (ur. 4 kwietnia 1854 w Bogucicach (pow. wielicki) lub w Milówce (pow. brzeski), zm. 15 lutego 1923 w Krakowie) – inżynier kolejowy, poseł demokratyczny do Rady Państwa w Wiedniu, prezes Związku Ewangelików Polaków w Krakowie.

## Życie i działalność
Urodził się w rodzinie ewangelickiej. Ukończył szkołę średnią, a następnie Instytut Techniczny w Krakowie. Studiował na politechnice w Wiedniu, gdzie uzyskał dyplom inżyniera. Następnie pracował jako urzędnik warsztatów kolei galicyjskiej Karola Ludwika we Lwowie. Po upaństwowieniu tej kolei został przeniesiony na początku lat 90. do Stryja, gdzie był urzędnikiem kolejowym, a w marcu 1894 do dyrekcji ruchu kolejowego w Salzburgu. Po powrocie do Galicji pracował w warsztatach kolejowych Dyrekcji Kolei Państwowych w Stanisławowie jako nadkomisarz kolei, a następnie inspektor. Od 1908 do 1914 pełnił funkcję naczelnika IV Oddziału dla służby maszynowej i warsztatowej w Dyrekcji Kolei Państw. w Stanisławowie.
Od wczesnej młodości czynnie uczestniczył w życiu społecznym. Współzałożyciel w 1877, a następnie działacz Towarzystwa Politechnicznego we Lwowie, w latach 1877–1890 członek zarządu i sekretarz. Uczestnik pierwszego (1882 w Krakowie) i drugiego (1886 we Lwowie) Zjazdów Techników Polskich. Współpracownik i autor artykułów w lwowskim "Dzienniku Polskim". Po przeniesieniu do Stryja pełnił tam funkcję prezesa Towarzystwa Czytelni Kolejowej. W 1893 współzałożyciel a potem publicysta dwutygodnika "Gazeta Stryjska". Z kolei w Stanisławowie był działaczem (1897–1911) i prezesem (1897) Stowarzyszenia Rękodzielników "Gwiazda".
Czynny politycznie. Od 1900 roku był współorganizatorem, a następnie politykiem Polskiego Stronnictwa Demokratycznego. W 1904 brał udział w tworzeniu zalążków Stronnictwa Demokratyczno-Narodowego, ale ostatecznie do niego nie przystąpił.
W 1885 bezskutecznie kandydował do austriackiej Rady Państwa w miejskim okręgu wyborczym (III kuria) Rzeszów–Jarosław. Poseł do austriackiej Rady Państwa IX kadencji (od 6 do 8 czerwca 1900) i X kadencji (31 stycznia 1901 – 30 stycznia 1907) wybranym z listy PSD w kurii II – gmin miejskich, w okręgu wyborczym nr 9 (Stanisławów-Tyśmienica) oraz XI kadencji (17 lutego 1907 – 30 marca 1911) z listy PS-D w okręgu nr 14 (Stanisławów). W Radzie Państwa należał do zrzeszenia posłów-inżynierów i pełnił w nim funkcję zastępcy przewodniczącego. Członek Koła Polskiego w Wiedniu, należał w nim do grupy tzw. demokratów bezprzymiotnikowych. W latach 1907–1908 pełnił funkcję drugiego zastępcy prezesa Koła Polskiego. Opowiadał się za zdemokratyzowaniem i reformą statutu Koła Polskiego. Był także rzecznikiem wprowadzenia powszechnego głosowania do Sejmu Krajowego i Rady Państwa. Sympatyzował z narodowymi demokratami, ale w 1910 opowiedział się za zerwaniem z nimi sojuszu przez PSD. Po zakończeniu posłowania do parlamentu austriackiego w 1911 wycofał się z życia publicznego.
Po wybuchu I wojny światowej, podczas okupacji Stanisławowa przez armię rosyjską ukrywał się w obawie przed aresztowaniem. Po odbiciu miasta przez wojsko austro-węgierskiego w 1916 wyjechał do Wiednia, gdzie przebywała na leczeniu jego chora żona. Po jej śmierci powrócił do kraju i od 1919 mieszkał w Krakowie. Zaangażowany w życie miejscowego zboru, był prezesem tutejszego Związku Ewangelików Polaków, a od 1921 wiceprezesem Związku w Małopolsce.Opowiadał się za przynależnością zboru krakowskiego do Kościoła ewangelicko-augsburskiego z konsystorzem w Warszawie. Od 1922 był członkiem Wydz. Kościelnego Ewangelików Polaków Małopolski, starał się wówczas o uniezależnienie polskiego Kościoła ewangelickiego od wpływów niemieckich.

## Rodzina i życie prywatne
Syn nauczyciela i kierownika ewangelickiej szkoły ludowej Grzegorza. Jego braćmi byli także inżynierowie kolejowi Oskar (zm. 1883), Alfons (1863–1893) i Adolf. Ożenił się z Heleną z Gosławskich. Dzieci nie mieli. Pochowany został na cmentarzu Rakowickim w Krakowie.